# Here we are
《here we are》為日本女歌手華原朋美的第12張單曲。

## 說明
- 小室在某天一早起床之後，便完成了自前奏至尾奏的全部部分，後急忙以鋼琴為基調確認了旋律與編碼的進行。受來自於華原的「想要唱出超越〈I'm proud〉的歌」之請託之後，小室表示能完成對此番心情的回應相當開心。發售當時聲稱本曲「為這兩年中所作出最棒的曲子。無論賣得好與不好，這首歌的質量是對今後的我來說最重要的基準」。
- 本曲在〈tumblin' dice〉發售一週後就開始錄製了。華原表示是「和這首歌相遇後，受『傳世作品一般的重要度』刺激重新思考，慎重地演唱。能被小室先生說『確實是很棒的歌』，真的非常高興」。

## 收錄歌曲
全碟作詞・作曲・編曲：小室哲哉
1. here we are [Single Mix]
2. here we are [Acoustic Mix with TK]
3. here we are [Instrumental]